# Stephan Hanke
Stephan Hanke (* 19. Oktober 1972 in Mannheim) ist ein ehemaliger deutscher Fußballspieler.
Er spielte zuletzt in der Oberliga Nord beim Altonaer FC von 1893, mit dem er in der Saison 2007/08 als Vizemeister die Qualifikation für die neue Regionalliga Nord erreichte. Der Rechtsfuß begann seine Bundesligakarriere bei Bayer 04 Leverkusen. Mit dem FC St. Pauli stieg er 1995 in die Fußball-Bundesliga auf. Die Jugendvereine des defensiven Mittelfeldspielers waren SSV Vogelstang, SV Waldhof Mannheim und SV 98 Schwetzingen.
Im Sommer 2008 beendete er seine aktive Karriere bei Altona 93.

## Statistik

### Spiele
- 62 Spiele – Bundesliga
- 119 Spiele – 2. Bundesliga
- 15 Spiele – DFB-Pokal
- 30 Spiele – Türk. Süper Lig
- 86 Spiele – Regionalliga Süd
- 87 Spiele – Regionalliga Nord

### Tore
- 1 Tor in der Bundesliga
- 4 Tore in der 2. Bundesliga
- 5 Tore in der Türk. Süper Lig
- 8 Tore in der Regionalliga Süd
- 8 Tore in der Regionalliga Nord

## Erfolge als Spieler
- Saison 1992/93 – DFB-Pokalsieger mit Bayer Leverkusen
- Saison 1994/95 – Aufstieg in die Bundesliga mit dem FC St. Pauli
- Saison 2002/03 – Aufstieg in die 2. Bundesliga mit dem SSV Jahn 2000 Regensburg